# Anterozoide

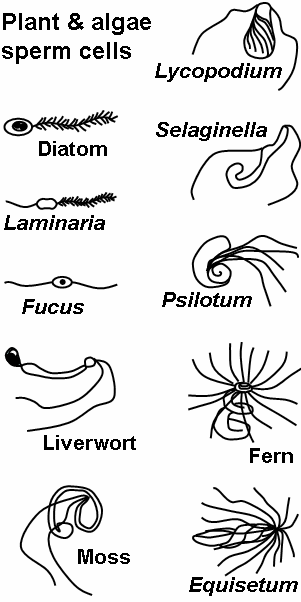
Anterozoides d'algues i plantes sense llavor.

Els anterozoides o espermatozoides són els gametòfits masculins mòbils de molses, falgueres i algunes plantes gimnospermes. Això implica que la reproducció sexual no és factible amb absència d'un mitja aquós atès que l'aigua és un vehicle necessari per als espermatozoides vegetals per a arribar al gametòfit femení. En les algues sovint aquests anterozoides són multiflagel·lats i, per tant, morfològicament diferent dels espermatozoides dels animals. En la resta de gimnospermes i angiospermes les gàmetes masculines són representades pel gra de pol·len.